# Abigail Tere-Apisah
Abigail Agivanagi Tere-Apisah (nacido 13 de julio de 1992 en Puerto Moresby) es una jugadora de tenis profesional de Papúa Nueva Guinea.
Abigail fue la primera jugadora de Papúa Nueva Guinea en ganar un torneo profesional de individuales, al ganar el título W25 de Singapur en mayo de 2019. 
Tere-Apisah tiene un mejor ranking individual de la WTA de núm. 276 logrado el 6 de agosto de 2018. 

## Títulos ITF

### Singles: 1
| Leyenda                 |
| ----------------------- |
| $100,000 torneos        |
| $80,000 torneos         |
| $60,000 torneos         |
| $25,000 torneos         |
| $10,000/$15,000 torneos |

| Núm. | Fecha              | Categoría | Torneo             | Superficie | Adversaria       | Puntuación |
| ---- | ------------------ | --------- | ------------------ | ---------- | ---------------- | ---------- |
| 1.   | 19 de mayo de 2019 | $25,000   | Singapur, Singapur | Dura       | Valeria Savinykh | 6–3 6-2    |

### Dobles: 5
| Leyenda                 |
| ----------------------- |
| $100,000 torneos        |
| $80,000 torneos         |
| $60,000 torneos         |
| $25,000 torneos         |
| $10,000/$15,000 torneos |

| Títulos por superficie |
| ---------------------- |
| Duro (5)               |
| Clay (1)               |
| Hierba (0)             |
| Alfombra (0)           |

| Núm. | Fecha                    | Categoría | Torneo                        | Superficie | Socio              | Adversarios                     | Puntuación            |
| ---- | ------------------------ | --------- | ----------------------------- | ---------- | ------------------ | ------------------------------- | --------------------- |
| 1.   | 30 de septiembre de 2016 | $25,000   | Brisbane, Australia           | Duro       | Naiktha Bains      | Julia Glushko Liu Fangzhou      | 6–7(4–7), 6–2, [10–3] |
| 2.   | 10 de junio de 2017      | $25,000   | Bethany Playa, Estados Unidos | Clay       | Sabrina Santamaria | Sophie Chang Alexandra Mueller  | 6–4,6–0               |
| 3.   | 22 de septiembre de 2017 | $25,000   | Penrith, Australia            | Duro       | Naiktha Bains      | Tammi Patterson Olivia Rogowska | 6–0, 7–5              |
| 4.   | 29 de septiembre de 2017 | $25,000   | Brisbane, Australia (2)       | Duro       | Naiktha Bains      | Jennifer Elie Erika Sema        | 6–4, 6–1              |
| 5.   | 13 de octubre de 2017    | $25,000   | Cairns, Australia             | Duro       | Naiktha Bains      | Astra Sharma Belinda Woolcock   | 4–6, 6–2, [10–6]      |